# Sprötbergets naturreservat
Sprötbergets naturreservat är ett naturreservat i Strömsunds kommun i Jämtlands län.
Området är naturskyddat sedan 2020 och är 316 hektar stort. Reservatet ligger öster om Lövberga och består av två berg, Sprötberget och Bodberget, som har granskog på topparna och granskog med inslag av lövträd i sluttningana.